# August von Kanitz
August Wilhelm Karl Graf von Kanitz (* 29. Oktober 1783 in Podangen; † 22. Mai 1852 in Potsdam) war ein preußischer Generalleutnant sowie vom 26. April bis 16. Juni 1848 Kriegsminister in der (März-)Regierung Camphausen-Hansemann.

## Leben

### Herkunft
August entstammte der preußischen Linie des Adelsgeschlechts von Kanitz. Er war der dritte von fünf Söhnen des am 5. Juni 1798 in den preußischen Grafenstand erhobenen Carl Wilhelm Alexander von Kanitz (1745–1824), Herr auf Podangen, Maulfritzen, Wickerau, Paulken, Carneyen, Wilknitt, Lichtenfeld, Arnau, Pluttwinnen und Mednicken, und dessen Ehefrau Sophia Louise Antoinette, geborene von Massow (1752–1805).

### Militärkarriere
Kanitz trat Mitte Mai 1798 als Gefreiterkorporal in das Infanterieregiment „Graf Kunheim“ der Preußischen Armee ein und wurde ein Jahr später Fähnrich. Am 20. Juni 1801 folgte seine Beförderung zum Sekondeleutnant. Im Jahr 1806 nahm Kanitz an den Schlachten bei Auerstedt und Lübeck teil. Nach der Niederlage und dem Zusammenbruch des Preußischen Staates wurde Kanitz zunächst inaktiv gestellt und erst am 18. November 1809 im Regiment Garde zu Fuß angestellt. Im Jahr 1810 wurde er zum Premierleutnant und 1811 zum Stabskapitän befördert. 1812 wurde ihm der Orden Pour le Mérite verliehen. In den Jahren 1813/14 nahm er an den Befreiungskriegen teil. In der Schlacht bei Großgörschen am 2. Mai 1813 wurde er verwundet. Im Jahr 1813 wurde er zum Major ernannt. Zwei Jahre später wurde Kanitz zur Dienstleistung als Flügeladjutant von König Friedrich Wilhelm III. abgeordnet und 1819 zum Oberstleutnant befördert. Am 6. April 1822 übernahm er – unter Beibehaltung seiner Funktion als Flügeladjutant des Königs – als Kommandeur das in Stettin stationierte 9. Infanterie-Regiment. 1825 erhielt er die Beförderung zum Oberst. Seit 1832 war Kanitz Kommandeur der 1. Landwehr-Brigade, seit 1840 der 1. Division in Königsberg und vom 2. Dezember 1841 bis 12. April 1848 der 15. Division in Köln. Gleichzeitig wurde er interimistisch zum Stadtkommandanten von Köln ernannt. Im Jahr 1843 zum Generalleutnant befördert wurde er am 5. April 1848 interimistisch Kommandierender General des VIII. Armee-Korps.
Am 27. April 1848 erhielt Kanitz das Amt des Kriegsministers. Ursprünglich hatte Ludolf Camphausen 1848 bei der Bildung des preußischen Märzministeriums für die Position des Kriegsministers als Nachfolger für den nur kurz amtierenden Karl von Reyher zwar den als liberal geltenden Oberst Hans Adolf Erdmann von Auerswald vorgesehen. In der Machtprobe um das Mitspracherecht in Militärangelegenheiten verweigerte König Friedrich Wilhelm IV. dem jedoch seine Zustimmung und setzte stattdessen seinen Kandidaten August Graf von Kanitz durch, dem er seit den 1830er Jahren freundschaftlich verbunden war. „Das Staatsministerium hat weder den Behuf dazu, noch den Auftrag von mir“, hatte sich der König zuvor gegenüber Camphausen brieflich empört. Als das Ministerium Camphausen-Hansemann im Anschluss an den Berliner Zeughaussturm vom 14. Juni 1848 scheiterte, traten Camphausen und mehrere andere Kabinettsmitglieder, darunter auch Kanitz, zurück. Letzterer wurde nach seiner am 16. Juni 1848 erfolgten Demission am 25. Juni 1848 von General Ludwig Roth von Schreckenstein abgelöst, der allerdings bereits im September 1848 mit dem gesamten Nachfolgeministerium Auerswald seinerseits zurücktrat.
Kanitz war Freimaurer und gehörte der Großen National-Mutterloge „Zu den drei Weltkugeln“ in Berlin an.
Das Fort Nr. 10 des Ende des 19. Jahrhunderts errichteten Königsberger Festungsrings trug in Erinnerung an den Kriegsminister den Namen „Kanitz“.

### Familie
Kanitz war seit dem 11. November 1816 mit Luise Gräfin von der Schulenburg aus dem Hause Beetzendorf (1799–1830) verheiratet. Aus der Ehe gingen sieben Kinder hervor, darunter:
- Maria Anna (1817–1889) ⚭ 1845 Iwan Heinrich Maximilian von Scherer-Scherburg († 1848)[5]
- Clara (1819–1862) ⚭ Wilhelm Hoffmann (1806–1873), evangelischer Theologe
- Mathilde (1821–1890) ⚭ 11. September 1838 Friedrich von Friesen (1796–1871)
- Rudolf (1822–1902), preußischer Generalmajor
- Rosalie (* 1824), Hofdame der Königin von Preußen
- Agnes (1826–1882) ⚭ 1851 Konrad Karl Finck von Finckenstein (1820–1900) auf Schönberg
- Luise (* 20. Mai 1830)[6]